# Валевская нахия
Валевская нахия (серб. Ваљевска нахија / Valjevska nahija) — административно-территориальная единица на западе Белградского пашалыка Османской империи. Центр нахии — город Валево.

## История
В конце января 1804 года в ходе резни князей, организованной по приказу янычар, в Вальево были убиты сербский обер-князь Алекса Ненадович и князь Илия Бирчанин.
11 апреля 1815 года на территории нахии началось Второе сербское восстание.

## Известные уроженцы
- Ненадовичи:
  - Алекса Ненадович (1749—1804) — князь
  - Яков Ненадович (1765—1836) — воевода, младший брат Алекса Нанедовича, третий председатель Правительствующего совета в 1810—1811 годах
  - Матея Ненадович (1777—1854) — протоиерей, сын Алекса Ненадовича, первый председатель Правительствующего совета в 1805—1807 годах
  - Сима Ненадович (1793—1815) — воевода, сын Алекса Ненадовича